# Grotte delle fate di Saalfeld
Le grotte delle fate di Saalfeld (in tedesco Saalfelder Feengrotten) sono caverne o grotte di una ex miniera nei pressi di Saalfeld, nello stato della Turingia, in Germania.
Sono conosciute da tempo per i depositi minerali multicolori (speleotemi) formatisi nel corso degli anni dalle infiltrazioni d'acqua nella roccia friabile. Dal 1993, il libro del Guinness dei primati ha riconosciuto alle Feengrotten il titolo di "grotta più colorata del mondo".

## Estensione
Le caverne sono composte da tre camere collegate da gallerie.
Nella prima camera sono presentate informazioni sulla storia della miniera dal XVI al XIX secolo, nella quale venivano estratti shale di allume fino al 1850. Nel 1914 la miniera fu riaperta per scopo turistico e termale, tuttavia i trattamenti di speleoterapia furono in seguito sospesi a causa dell'eccessiva radioattività dell'ambiente. Fino agli anni 1960 è stata venduta l'acqua minerale estratta per fini curativi, ma ora i pozzi si sono prosciugati.
Nella seconda camera si trova la fonte dell'acqua mineralizzata che ha formato le colorate stalagmiti, stalattiti e le altre formazioni nel corso dei secoli.
La terza camera contiene il famoso "Regno delle Fate" (Märchendom), con un gruppo variegato di depositi che, illuminati da luci teatrali, si riflettono in una pozza d'acqua perfettamente immobile, assomigliando a castelli in miniatura e altri edifici.
Questo scenario ispirò Siegfried Wagner, figlio del compositore Richard Wagner, per una scenografia per l'opera "Tannhäuser" nell'ambito del Festival di Bayreuth del 1920.

## Storia
Storicamente, l'allume è stato impiegato per la produrazione di medicinali, come conservante alimentare e per depurare l'acqua. Tuttavia, nel XIX secolo vennero sviluppati composti chimici più efficaci e l'allume ha cessato di essere un prodotto minerario redditizio. Alla fine del XIX secolo il Feengrotten venne abbandonato e in gran parte dimenticato, ma nel 1910 la vecchia miniera fu riscoperta dagli speleologi che ha presero atto dei fantastici depositi minerali che si erano accumulati nel geologicamente breve periodo di tre secoli.
Nel 1913 fu scoperta la terza camera con il "Regno delle fate" e, poco prima dello scoppio della prima guerra mondiale, nel 1914 iniziarono le visite turistiche: è di quell'epoca l'apertura di un padiglione con una caffetteria, che rimase in uso nei successivi decenni, anche durante il regime della Repubblica Democratica Tedesca, che classificò le Feengrotten come luogo d'interesse ufficiale (Sehenswürdigkeit) della DDR, accessibile ai turisti stranieri. Dopo l'unificazione della Germania, il padiglione fu restaurato nel 1998 e furono aggiunti altri servizi.
Tra il 1914 e il 2007 più di 20 milioni di persone hanno visitato le grotte, con una media annua di 160.000 visitatori, il che la rende la seconda grotta tedesca più visitata dopo la grotta Atta.

## Galleria d'immagini

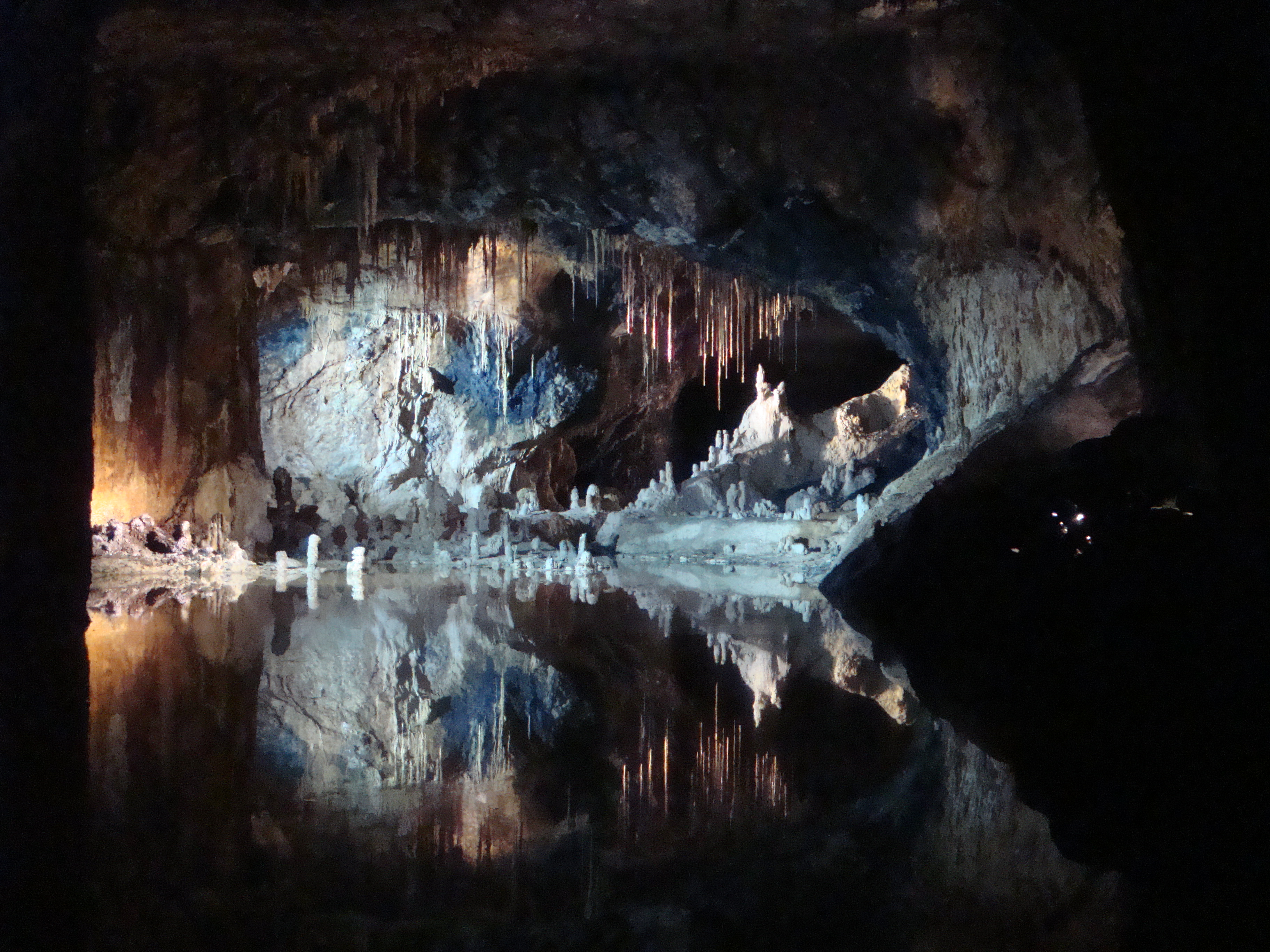
-->
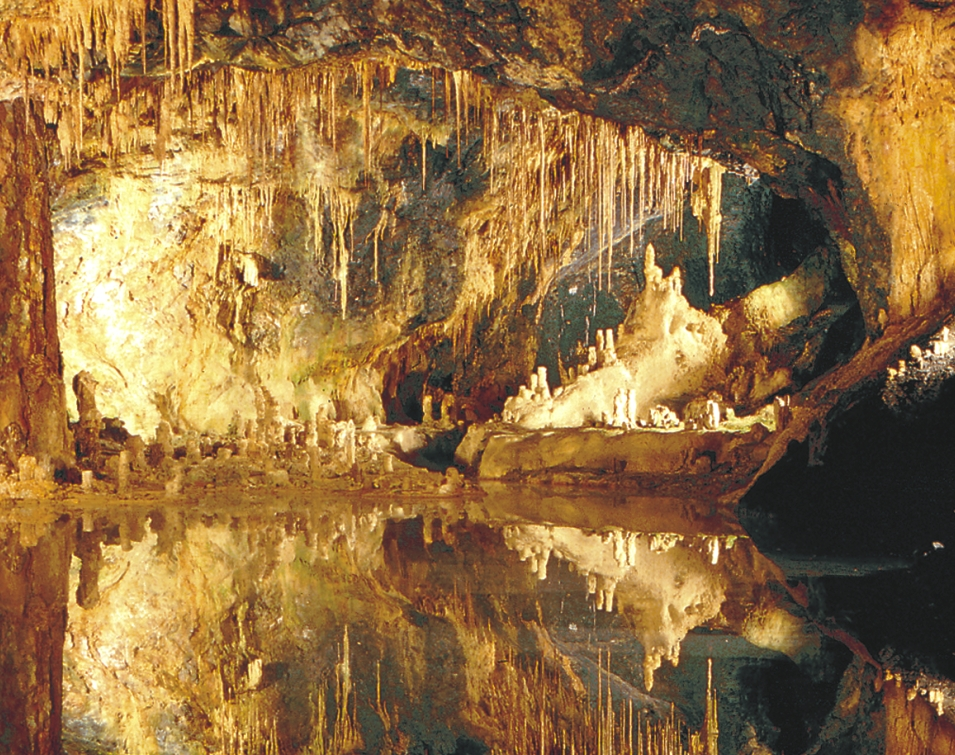
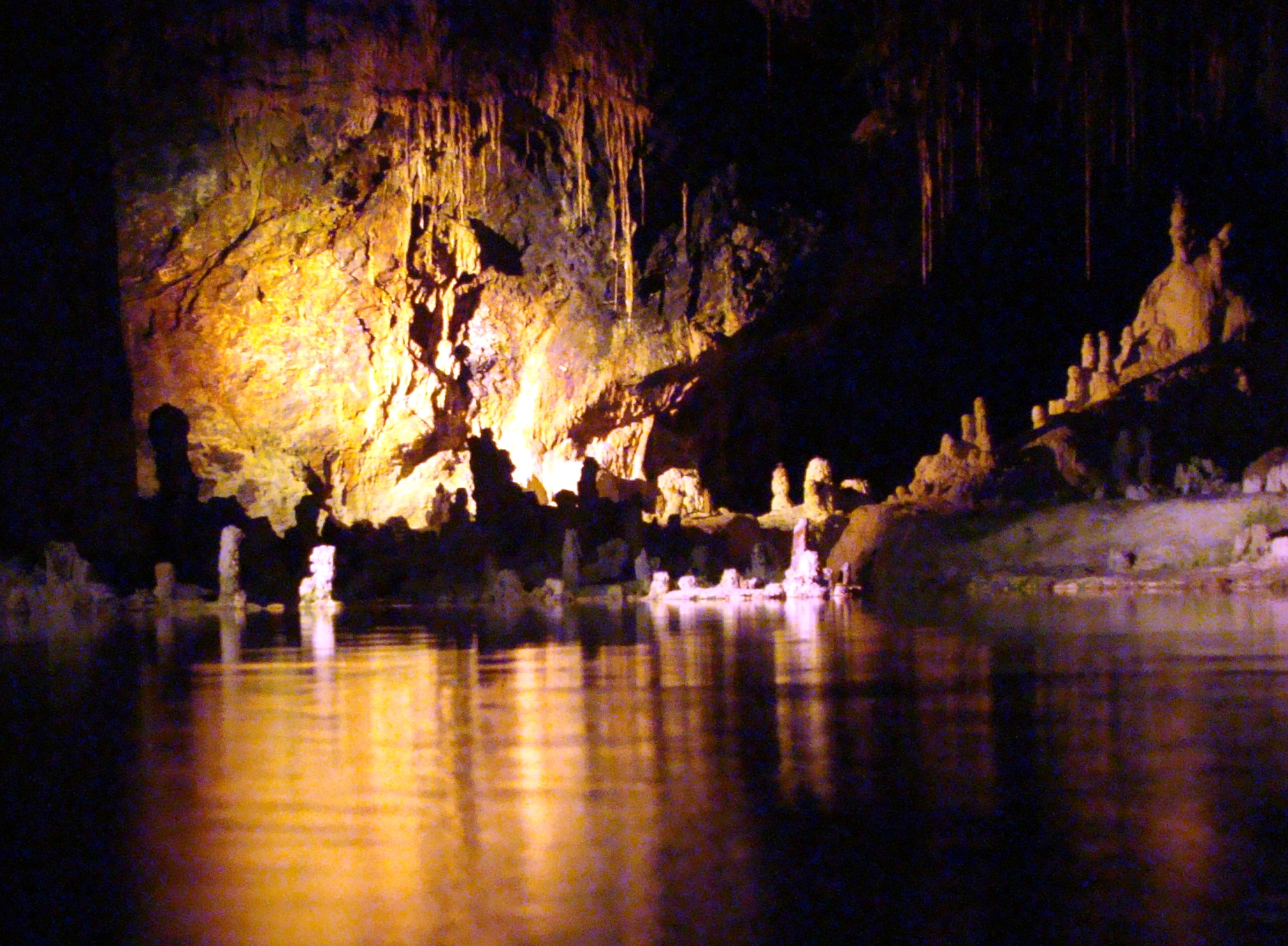
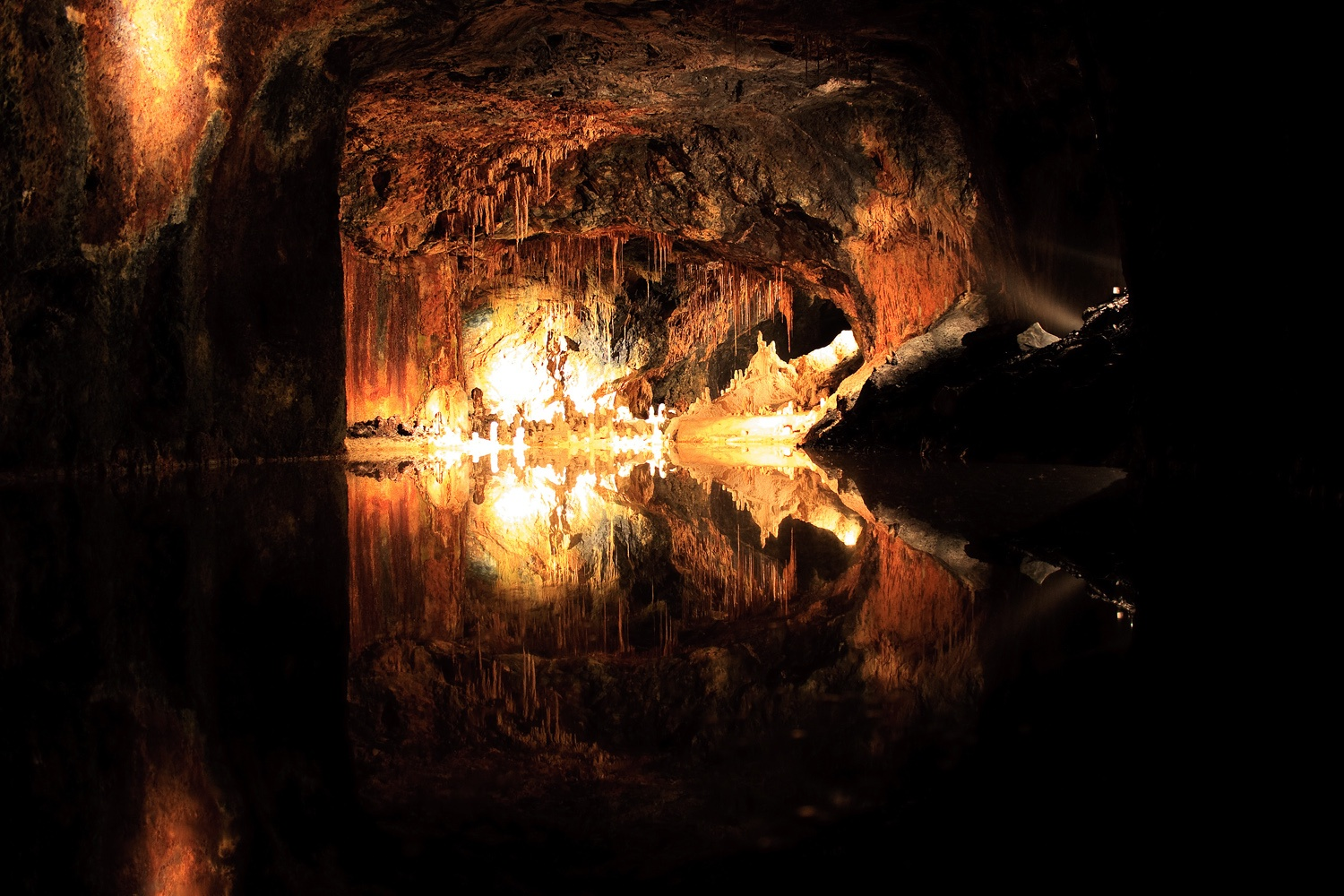
-->
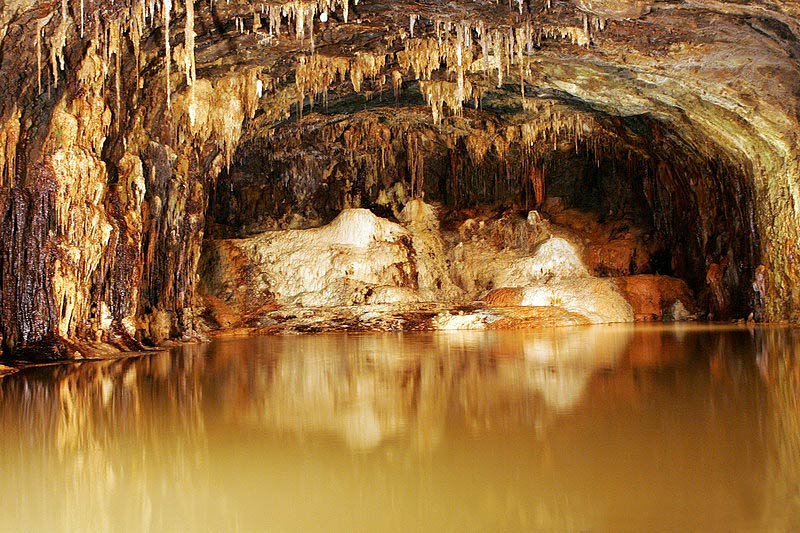
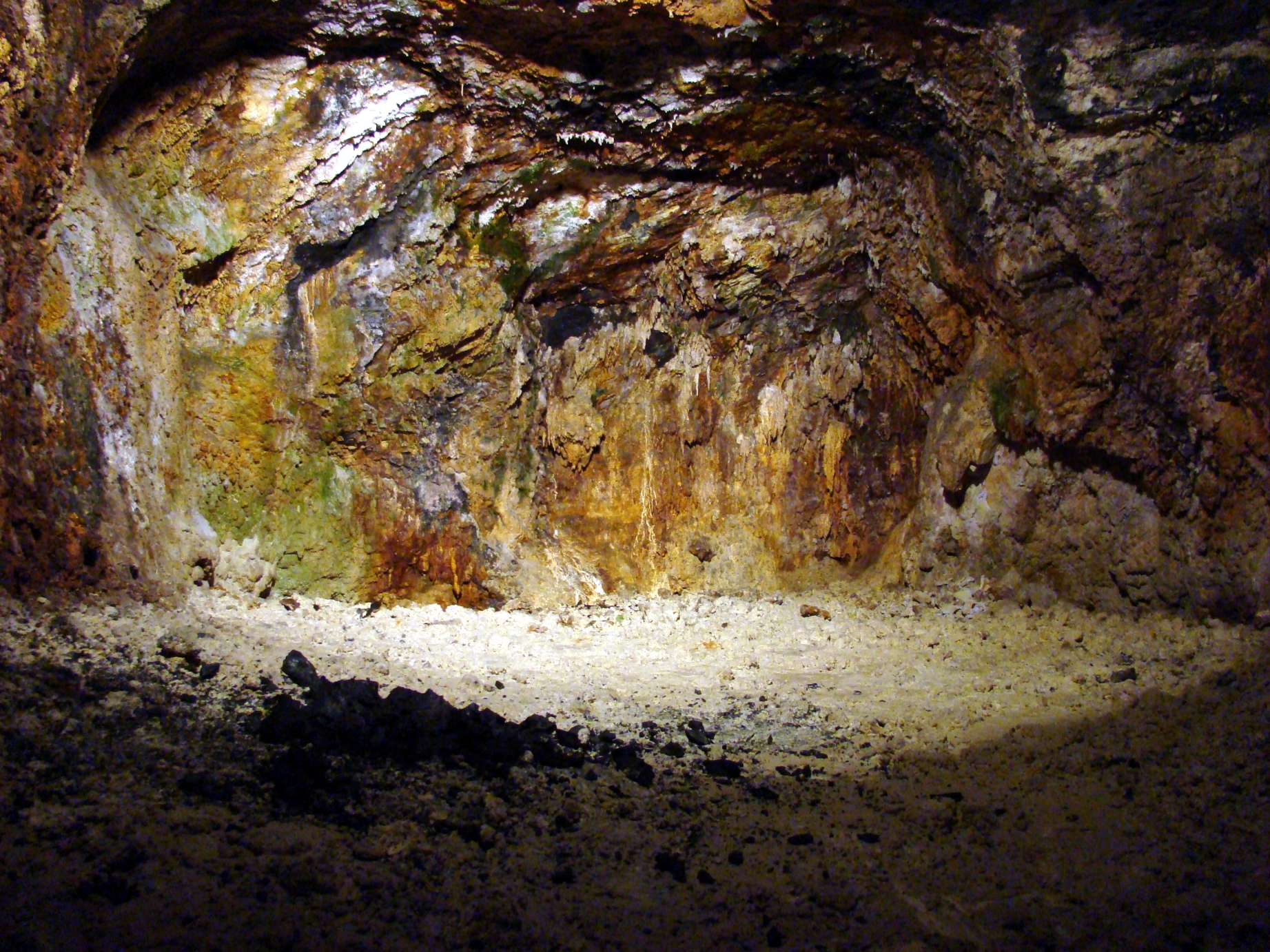
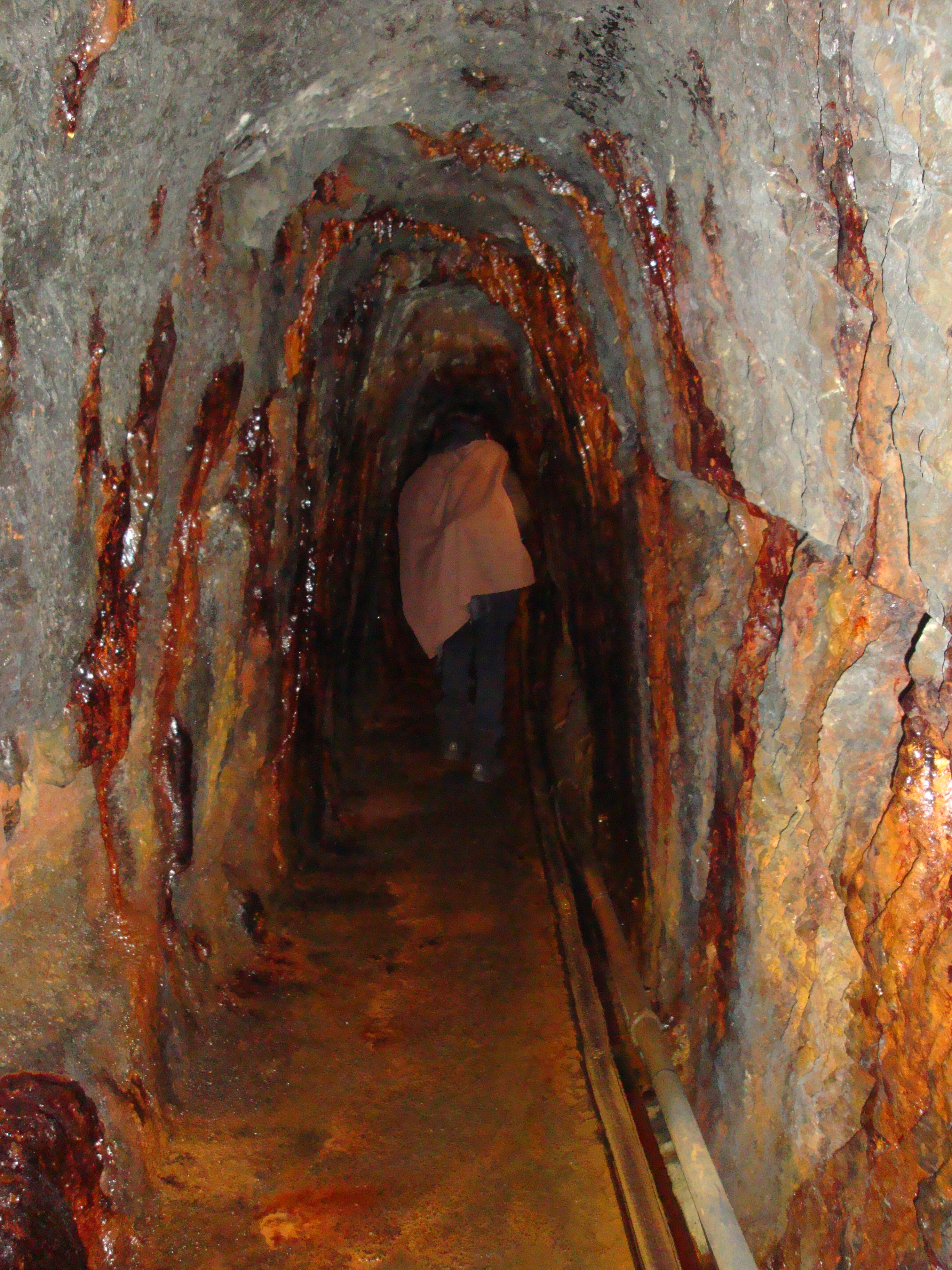
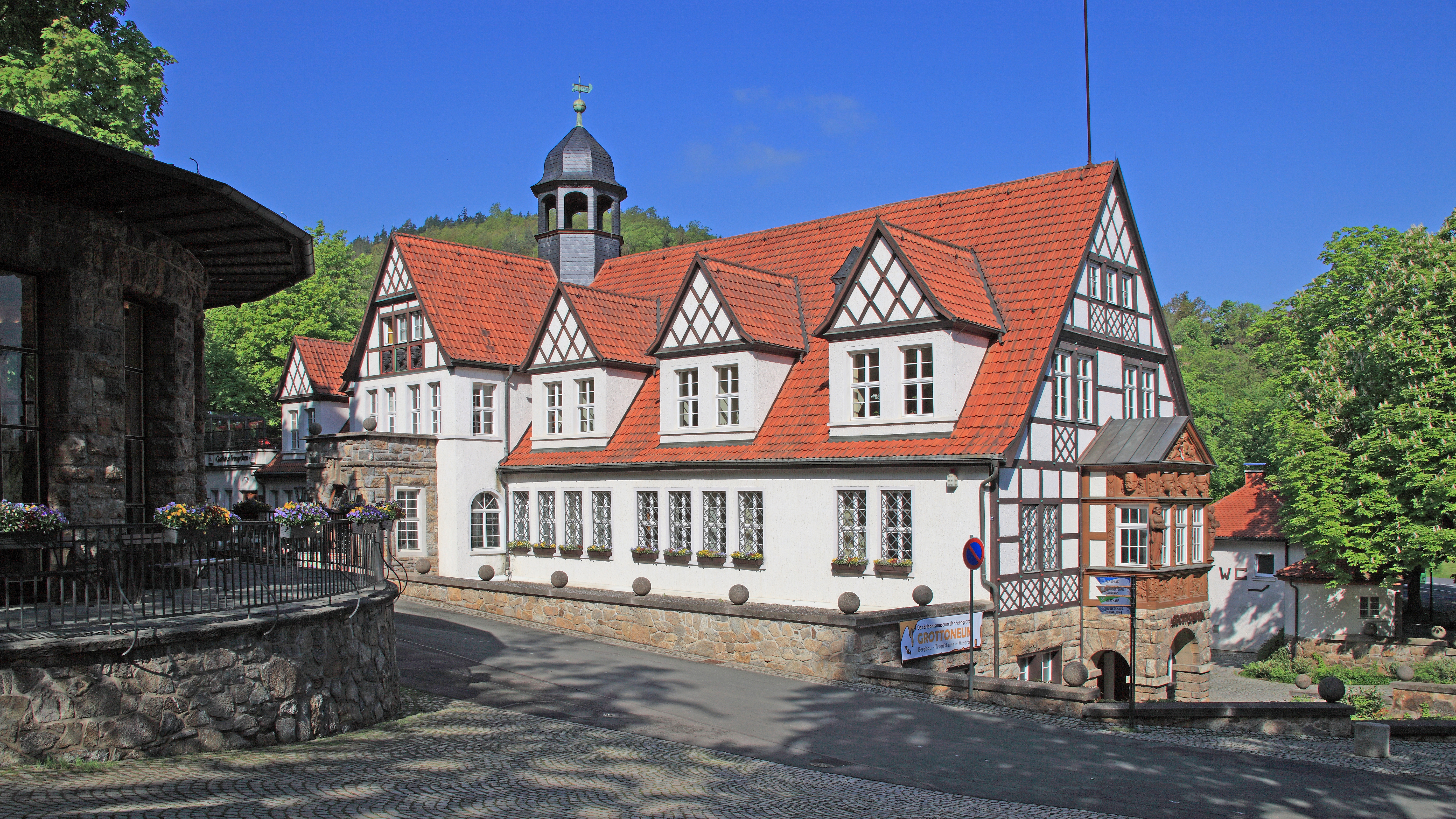
Ingresso al centro visitatori